# گویش رامسری
گویش رامسری در شهرستان رامسر استان مازندران تکلم می‌شود.

## طبقه‌بندی
طبق گلاتولوگ گویش رامسری گویشی از زبان مازندرانی می‌باشد.
حسین وثوقی زبان مازندرانی را به سه دسته شرقی، میانی و غربی تقسیم نموده است و گویش رامسری را به همراه گویش تنکابنی زیرمجموعه زبان مازندرانی و از شاخه مازندرانی غربی می‌داند.
گیتی شکری گویش مذکور را گویش رامسری می‌نامد. و در کتاب گویش رامسری زبان مازندرانی را به سه دسته تقسیم نموده است و دسته شرقی شامل گویش ساروی، بابلی و آملی و دسته میانی شامل گویش نوشهری، چالوسی و کلاردشتی و دسته غربی شامل گویش تنکابنی و رامسری می‌شود.
به گفته وی گویش غربی (تنکابنی و رامسری) را شاید بتوان حد وسط زبان مازندرانی و گیلکی نامید. به اعتقاد فرزاد بختیاری مرکیه زبان گیلکی به دو گویش غربی (بیه پس) و شرقی (بیه پیش) تقسیم می‌شود و گاه دو گویش دیلمی_اشکوری و گویش بینابین چابکسری_تنکابنی (رامسری_تنکابنی) که به طبری_گیلکی (محدوده تنکابن تا چابکسر) معروف است هم به این فهرست اضافه می‌شوند.
طبق دانشنامه ایرانیکا گویش کاسپین مرکزی که بین کلاردشت در شرق و رامسر در غرب کشیده شده است حالت انتقال بین گیلکی و مازندرانی دارند و زین رو توسط دونالد استیلو کاسپین مرکزی تعیین شده است با وجود این اتفاق نظر بر سر آن کم است،
به اعتقاد عباس خائفی گویش رامسری یکی از گویش‌های موجود در زبان گیلکی در حاشیه دریای خزر است. هر چند
این شهرستان در استان مازندران واقع شده است اما همانند شهرستان تنکابن به زبان گیلکی
سخن می‌گویند و از آداب و رسوم گرایش یافته به استان گیلان برخوردارند.

## دستور زبان

### ضمایر
در گویش رامسری ضمیر سه حالت دارد: فاعلی، مفعولی و ملکی.
| شناسه          | ۱ مفرد | ۲ مفرد | ۳ مفرد | ۱ جمع | ۲ جمع  | ۳ جمع  |
| -------------- | ------ | ------ | ------ | ----- | ------ | ------ |
| فاعلی، رامسری  | mo     | to     | on     | ame   | šeme   | ošân   |
| مفعولی، رامسری | mera   | tera   | onara  | amera | šemera | ošânra |
| ملکی، رامسری   | mi     | ti     | oni    | ami   | šimi   | ošâne  |

### صرف فعل
در جدول زیر فعل گفتن (bagoten) بر اساس گویش رامسر در زمان‌های مختلف صرف می‌شود.
| زمان/شخص           | ۱ مفرد       | ۲ مفرد      | ۳ مفرد      | ۱ جمع         | ۲ جمع         | ۳ جمع         |
| ------------------ | ------------ | ----------- | ----------- | ------------- | ------------- | ------------- |
| گذشته ساده         | bagotem      | bagoti      | bagote      | bagotim       | bagotin       | bagoten       |
| گذشته کامل         | bagote-bâm   | bagote-bi   | bagote_bâ   | bagote-bim    | bagote-bin    | bagote-bân    |
| گذشته التزامی      | bagote-bum   | bagote-buy  | bagote-bu   | bagote-buym   | bagote-buyn   | bagote-bun    |
| گذشته استمراری     | gote-nâ-âbâm | gote-nâ-âbi | gote-nâ-âbâ | gote-nâ-âbim  | gote-nâ-âbin  | gote-nâ-âbân  |
| گذشته در حال انجام | gud-dabâm    | gud-dabi    | gud-dabâ    | gud-dabim     | gud-dabin     | gud-dabân     |
| حال ساده/آینده     | gonem        | goni        | gone        | gonim         | gonin         | gonen         |
| حال در حال انجام   | gud-darem    | gud-dari    | gud-dare    | gud-darim     | gud-darin     | gud-daren     |
| حال التزامی        | bagom        | bagoi       | bagoe       | bagoim        | bagoin        | bagoen        |
| حال التزامی        | xeynem bagom | xeyni bagoi | xeyne bagoe | xeynim bagoim | xeynin bagoin | xeynen bagoen |